# Новокубанский сельский совет (Великоалександровский район)
Новокубанский сельский совет (укр. Новокубанська сільська рада) — входит в состав
Великоалександровского района
Херсонской области
Украины.
Административный центр сельского совета находится в 
с. Новая Кубань
.

## История
- 1922 — дата образования.

## Населённые пункты совета
- с. Новая Кубань
- с. Старица